# Championnat du Nigeria de football de deuxième division
Le championnat du Nigeria de football D2 (Nigeria National League, anciennement National Division 1) a été créé en 1979.

## Palmarès
Le championnat de deuxième division est une poule unique jusqu'en 1998. Puis entre 1998 et 2011, le championnat se divise en deux poules (Nord et Sud) et le champion est déterminé lors d'un match entre le champion du Nord et celui du Sud. Depuis 2011, le champion est déterminé lors d'un tournoi entre les quatre vainqueurs de chaque poule.
| Saison | Champion             |
| ------ | -------------------- |
| 1991   | El-Kanemi Warriors   |
| 1992   | Concord FC, Abeokuta |
| 1993   | Enyimba              |
| 1994   | Eagle Cement         |
| 1995   | Kano Pillars         |
| 1996   | Niger Tornadoes      |
| 1997   | Kwara United         |
| 1998   | Kwara Stars          |
| 1999   | Udoji United         |
| 2000   | El-Kanemi Warriors   |
| 2001   | Kano Pillars         |
| 2002   | Dolphin              |
| 2003   | Mighty Jets          |
| 2004   | Nasarawa United      |

| Saison  | Champion                                                    |
| ------- | ----------------------------------------------------------- |
| 2006    | Zamfara United                                              |
| 2007    | Sunshine Stars                                              |
| 2008    | Warri Wolves FC                                             |
| 2008/09 | Dolphin                                                     |
| 2009/10 | Crown FC                                                    |
| 2010/11 | Wikki Tourists                                              |
| 2012    | Nembe City FC                                               |
| 2013    | Giwa FC                                                     |
| 2014    | Gabros International FC                                     |
| 2015    | Niger Tornadoes FC                                          |
| 2016    | Katsina United FC                                           |
| 2017    | Go Round FC                                                 |
| 2018    | Kada City FC                                                |
| 2019    | Akwa Starlets FC                                            |
| 2020    | Compétition abandonnée en raison de la pandémie de Covid-19 |